# Mats Wilander
Mats Wilander, född 22 augusti 1964 i Torpsbruk, Kronobergs län, är en svensk tidigare professionell tennisspelare. Han var förbundskapten för det svenska Davis Cup-laget från 2002 till 2009, då han ersattes av Thomas Enqvist.
Mats Wilander räknas tillsammans med Björn Borg som Sveriges genom tiderna bästa tennisspelare. Han rankades som världsetta i singel sammanlagt 20 veckor från september 1988 till januari 1989. År 1985 var han världstrea på rankinglistan för dubbel.
Under karriären vann Mats Wilander 33 singel- och sju dubbeltitlar. Tjugo av singeltitlarna vann han på grus. I Grand Slam- (GS) turneringar vann han sju titlar i singel och en i dubbel. Tre singeltitlar i Australiska öppna, tre singeltitlar i Franska öppna på grus och en dubbeltitel i Wimbledonmästerskapen på gräs samt en singeltitel i US Open på hard court vittnar om att Wilander behärskade alla typer av underlag. Han blev den ende spelaren som vann Australiska öppna både på gräs (två gånger) och på hard court. Hans bästa tävlingssäsong var 1988 då han vann tre Grand Slam-titlar,  Lipton Championships i Key Biscayne ansedd som den turnering No 5, USA samt Cincinnati Championship (Cincinnati Masters) ansedd som 6:e viktigaste turneringen i världen. Han lyckades under 1988 vinna 5 av de 6 största turneringarna i världen något som inte ens Björn Borg var i närheten av. Cincinnati Open vann Wilander 4 ggr under karriären. Han vann Swedish Open 1982, 1983 och 1985, den sista gången efter finalseger över Stefan Edberg. Han vann också Stockholm Open vid ett tillfälle (1983). Sin sista ATP-titel vann han 1990 i ATP Itaparica i Itaparica i Brasilien.
Mats Wilander upptogs 2002 i International Tennis Hall of Fame. Han var under höstsäsongen 2010 en av huvudgästerna i SVT:s Här är ditt liv.

## Tenniskarriären
Mats Wilander blev professionell tennisspelare 1981 och blev samma år juniormästare i Franska öppna. Han vann inga ATP-titlar det året och slutade som nummer 69 på rankinglistan. Säsongen 1982 nådde han semifinalen i grusturneringen Italienska öppna som han dock förlorade mot Andres Gomez från Ecuador (Wilander vann den tävlingen 1987). I Franska öppnas herrsingeltävling senare på försommaren fick Wilander en mycket svår lottning och ställdes mot fjolårsfinalisten Ivan Lendl i fjärde omgången. Wilander genomförde dock en perfekt taktik med övervägande hårda långa drives mot tjeckens backhandsida, för att sedan utmanövrera honom med en plötslig drive på forehandsidan. Wilander vann matchen över fem set. I kvartsfinalen besegrade han amerikanen Vitas Gerulaitis och i semifinalen argentinaren José-Luis Clerc. I finalen mötte han storfavoriten Guillermo Vilas från Argentina. Wilander förlorade första set med 1-6, men bröt sedan tidigt i det andra setet Vilas serve. Vilas ändrade då taktik och började spela ett för honom mindre passande attackspel, medan Wilander fortsatte sitt lugna spel från baslinjen. Vilas blev utspelad i de följande tre seten, och Wilander tog därmed sin första GS-titel vid en ålder av 17 år och 9 månader, vilket då var rekord för den turneringen. Något som väckte stor beundran och förvåning var att Wilander i semifinalen begärde omspel av en matchboll som han vunnit, då han inte ville vinna på ett tveksamt domslut. För detta belönades han senare med Pierre de Coubertin Trophy. Vid årsskiftet rankades han som nummer sju i världen, och betraktades i Sverige som en värdig efterföljare till Björn Borg.
År 1983 var han åter uppe i final i Franska öppna, men han förlorade denna mot hemmaspelaren Yannick Noah i tre set. Det året vann han dock dåvarande grästurneringen Australiska öppna efter semifinalvinst över John McEnroe och finalvinst över Ivan Lendl. Segern över Lendl var den första av tre GS-finalvinster över honom. Vid årets slut rankades han som världsfyra. År 1984 behöll han sin titel i Australiska öppna och 1985 återerövrade han, genom sin andra finalseger över Ivan Lendl, sin singeltitel i Franska öppna. Han förlorade dock titeln i Australiska öppna till Stefan Edberg. Säsongerna 1986 och 1987 vann han inga singeltitlar i GS-turneringar. Han var dock rankad som nr 2 i världen efter Ivan Lendl efter 2 finalförluster mot Ivan Lendl i Franska Mästerskapen och US Open samt ett antal Grand pris vinster. Däremot vann han 1986 tillsammans med Joakim Nyström herrdubbeltiteln i Wimbledonmästerskapen efter finalseger över det amerikanska paret G.W.Donnelly/Peter Fleming. Efter säsongen 1987, trots att han förlorade två GS-finaler under året, båda mot Ivan Lendl (Franska öppna och US Open), rankades han som världstvåa.
År 1988 vann han i januari Australiska öppna på den nya hard-courtanläggningen Melbourne Park på centercourten Rod Laver Arena. Han besegrade där hemmaspelaren Pat Cash. I juni vann han Franska öppna. Det tycktes nu vara inom räckhåll för Wilander att ta hem en "äkta Grand Slam" detta år. I Wimbledonmästerskapen blev han emellertid utslagen redan i kvartsfinalen av den tjeckiske spelaren Miloslav Mecir. I US Open tog Wilander ändå sin tredje GS-finalseger den säsongen efter en mycket jämn finalmatch mot världsettan Ivan Lendl, som varade i nära fem timmar. Efter denna tredje GS-seger över Lendl blev nu Wilander själv världsetta, en placering han länge eftersträvat.
Efter det enastående framgångsrika spelåret 1988, dalade Wilanders motivation och de stora framgångarna uteblev därefter, även om han fortsatte med tävlingsspel under flera år med ungefär en tävling per år han inte tränat för eftersom han officiellt dragit sig tillbaka, dessa tävlingar spelade Wilander inte på allvar utan bara för skojs skull. Wilander avslutade officiellt sin karriär i oktober 1988 efter ha vunnit en sista tävling på grus efter US Open-vinsten. Han har fått Wild cards till tävlingar efter karriärens avslut och spelat på skoj någon turnering per år han inte tog på allvar. 
Mats Wilander drog sig definitivt tillbaka från aktivt tävlingsspel på ATP-touren 1996 (egentligen officiellt oktober 1988). Sedan 1998 spelar han på seniortouren, och har deltagit i det svenska laget i Nations Senior Cup, senast 2005 i Marbella, Spanien.

### Davis Cup-spelaren
Mats Wilander deltog i det svenska Davis Cup (DC)-laget 1981–1990 och 1995. Han spelade totalt 61 matcher av vilka han vann 43. Hans mest kända insats i DC-sammanhang torde vara det "episka" mötet med John McEnroe 1982 i kvartsfinalen mot USA. Wilander förlorade den jämna och rekordlånga matchen som varade i över sex och en halv timmar med siffrorna 7–9, 2–6, 17–15, 6–3, 6–8 (bevittnat av bland andra Mats Strandberg som en allt hesare radiokommentator). Sverige förlorade det mötet, men tog revansch 1984. Laget, med Mats Wilander som ankare, mötte då USA i världsfinalen som spelades i Göteborg. Han besegrade Jimmy Connors (6–1, 6–3, 6–3), men förlorade åter en dock betydelselös match mot John McEnroe i tre set. Wilander brydde sig aldrig om matcher som inte gällde något och var rejält bakfull mot McEnroe. I övrigt har Wilander liksom Borg 7-7 i inbördes statistik mot McEnroe som han slog på alla underlag.Eftersom Henrik Sundström i sin match besegrade John McEnroe, och dubbellaget (Stefan Edberg/Anders Järryd) besegrade det amerikanska paret, vann Sverige hela matchen och därmed DC-titeln. Även 1985 och 1987 deltog Wilander i det svenska segrande laget, då med Tyskland och Indien som finalmotståndare. Sitt sista framträdande i DC-sammanhang som aktiv spelare gjorde Wilander 1995 i Las Vegas i semifinal mot USA. Wilander, som efter en någorlunda lyckad återkomst till tävlingstennisen låg runt 40-strecket på ATP:s världsranking, förlorade sina båda matcher mot Pete Sampras och Andre Agassi. I Wilanders match mot Sampras var Davis Cup-matchen redan avgjord, då USA hade ointagliga 3-1. Wilander tog dock matchen på allvar och förlorade mot Sampras efter att ha haft matchboll. Wilander var svensk Davis Cup-kapten 2002 till 2010.

## Spelaren och personen
Redan som juniorspelare hade Mats Wilander en respektlös inställning till ofta namnkunnigare motståndare, vilket enligt hans fleråriga tränare (1981–1989), John-Anders Sjögren, var helt avgörande för hans framgångar som tennisspelare. Wilander uppvisade på banan lugn, koncentration och beslutsamhet, som sedan under hela karriären var hans kännetecken. Under senåret 1981 vistades Wilander tillsammans med övriga spelare i Davis Cup-laget, i Australien. Han fulländade där tekniken att slå kraftigt överskruvade (topspin) grundslag med både forehand och backhand. Det senare slaget slog han, liksom Björn Borg, med tvåhandsfattning. Liksom Borg föredrog han att spela grundslag vid baslinjen. Han var dock en klart bättre nätspelare än Borg och en klart bättre taktiker. Vid 3 av hans många vinster mot Ivan Lendla använde han sig av enastående taktik. 1982 Franska, 4-5 slag mot Lendls backhand följt av en svårt slagen boll mot Lendls fruktade forehand. 1985 Franska efter att förlorat första set går Wilander på nät och vinner 3 raka set. 1988 US Open skär Wilander sin backhand när Lendl laddar för sin fruktade forehand och Lendl tappar helt överläget och måste gräva upp bollen. Han hade också en mycket effektiv, ofta briljant spelad, offensiv lobb. Efter intensiva träningspass blev Wilanders spel från 1983 alltmer offensivt, han gick oftare på nät och spelade där en djup låg vinnande volley. Han utvecklade hela tiden sina slag, bland annat tillägnade han sig en effektiv skuren (slicad) backhand som han följde upp till nätposition. Hans serve förbättrades kontinuerligt. Enligt Sjögrens bedömning var han från 1986 en komplett tennisspelare, vars spel lämpade sig för såväl långsamt grusunderlag som snabbt gräs. Wilander själv ansåg sig vara nr 1 i världen hela 1988 dock tog han över som nr 1 i världen efter vinsten i US Open. 6 månader var Wilander rankad som nr 1, han hade redan avslutat karriären i Oktober 1988 vilket visar vilket bra år det var för Wilander att kunna vara världsetta så länge. Hans världsranking i slutet på året var 1982 : Nr 7, 1983 Nr 4. 1984 nr 4, 1985 nr 3, 1986 nr 3, 1987 nr 2 samt 1988 nr 1.
Wilander tilldelades Svenska Dagbladets guldmedalj 1982 efter sin sensationella seger vid Franska öppna. Mats Wilander fick motta Fair Play-priset 1983.
Wilander är gift med den Sydafrika-födda modellen Sonya Mulholland. Paret är bosatt i Hailey, Idaho, USA, och har barnen Emma, Karl, Erik och Oskar.
Wilander var i början av 2000-talet tränare för den ryske spelaren Marat Safin som vunnit US Open (2000) och Australiska öppna (2005).
Sedan 2007 har Wilander deltagit som expertkommentator i TV-programmet Game Set & Mats i Eurosport tillsammans med den brittiska tidigare tennisspelaren Annabel Croft.
Wilander upptogs 2003 i Swedish Tennis Hall of Fame.

## Grand Slam-finaler, singel (11)

### Titlar (7)
| År   | Mästerskap        | Finalmotståndare | Setsiffror              |
| ---- | ----------------- | ---------------- | ----------------------- |
| 1982 | Franska öppna     | Guillermo Vilas  | 1–6, 7–6, 6–0, 6–4      |
| 1983 | Australiska öppna | Ivan Lendl       | 6–1, 6–4, 6–4           |
| 1984 | Australiska öppna | Kevin Curren     | 6–7, 6–4, 7–6, 6–2      |
| 1985 | Franska öppna     | Ivan Lendl       | 3–6, 6–4, 6–2, 6–2      |
| 1988 | Australiska öppna | Pat Cash         | 6–3, 6–7, 3–6, 6–1, 8–6 |
| 1988 | Franska öppna     | Henri Leconte    | 7–5, 6–2, 6–1           |
| 1988 | US Open           | Ivan Lendl       | 6–4, 4–6, 6–3, 5–7, 6–4 |

### Finalförluster (4)
| År   | Mästerskap        | Finalmotståndare | Setsiffror         |
| ---- | ----------------- | ---------------- | ------------------ |
| 1983 | Franska öppna     | Yannick Noah     | 6–2, 7–5, 7–6      |
| 1985 | Australiska öppna | Stefan Edberg    | 6–4, 6–3, 6–3      |
| 1987 | Franska öppna     | Ivan Lendl       | 7–5, 6–2, 3–6, 7–6 |
| 1987 | US Open           | Ivan Lendl       | 6–7, 6–0, 7–6, 6–4 |

## Grand Slam-titlar, dubbel
- Wimbledonmästerskapen - 1986

### Fotnoter
1. ↑  ”International Tennis Hall of Fame”. www.tennisfame.com. https://www.tennisfame.com/hall-of-famers/inductees/mats-wilander. Läst 29 maj 2022.
2. ↑  Gut, Per (6 september 2013). ”Så gick det sen för juniorstjärnorna”. Expressen. https://www.expressen.se/blogg/tennis/2013/09/06/sa-gick-det-sen-for-juniorstjarnorna/. Läst 27 december 2021.
3. ↑  ”Tre nya i celebert tennissällskap”. Svenska dagbladet. 23 juni 2009. http://www.svd.se/tre-nya-i-celebert-tennissallskap. Läst 14 mars 2016.